# 富兰克林·米尔顿
富兰克林·米尔顿（英語：Franklin Eugene Milton）为一位美国音讯工程师。他曾赢得了3次奥斯卡奖，并在最佳音响效果奖上获得了3次提名。

## 精选影视作品
米尔顿曾获得3次奥斯卡金像奖，并又获得3次提名。
获奖：
- 宾虚 (1959)[1]
- 西部开拓史 (1962)[2]
- 霹雳神风（英语：Grand Prix (1966 film)） (1966)[3]

提名：
- 壮志千秋（英语：Cimarron (1960 film)） (1960)[4]
- 翠谷奇谭（英语：The Unsinkable Molly Brown (film)） (1964)[5]
- 日瓦戈医生 (1965)[6]